# Heckbous
Heckbous (prononcé /(h)εk.bus/, Heckbuus en luxembourgeois) est un hameau de la ville belge d’Arlon située en Région wallonne dans la province de Luxembourg.
Avant la fusion des communes de 1977, il appartenait à la commune de Guirsch.

## Étymologie
Vannerus identifie les anciennes dénominations suivantes : Bois (1299, 1312, 1555) ; Bouys (1310) ; Boisz (1495 à 1537) ; Bous (1517) ; Bouss (v. 1690) ; Heckbousse (1708) ; Hackbus (1766) ; Heckbus (1777). La carte de Ferraris (1777) utilise le toponyme Hecbus et la carte de Vandermaelen (1846-1854) utilise le toponyme Heckbous.
J.-J. Jespers estime que l'étymologie de ce toponyme provient de bois (germ. *busku), de la haie (néerl. heg, germ. *haga).

## Géographie
Heckbous est situé sur un plateau entouré de profondes vallées entaillant le revers de la cuesta sinémurienne. Le plateau se situe à une altitude comprise entre 370 et 405 mètres, alors que les fonds de vallée se situent à une altitude comprise entre 300 et 310 mètres. Les reliefs sont presque exclusivement boisés.
Le hameau est délimité à l’est par la frontière luxembourgeoise.

## Démographie
Lors du recensement général de 1846, le hameau compte 54 habitants appartenant à 8 familles et occupant autant de maisons habitées. Le hameau faisant partie de la commune de Guirsch, il suit probablement une évolution démographique similaire marquée, jusque dans les années 1920 par une relative stabilité de la population, avant de connaître une diminution continue jusque dans les années 1970.
À partir des années 1970, la population du hameau s'est d'abord stabilisée, puis a connu une croissance liée à une rurbanisation importante. Heckbous est passé de 36 habitants en 1970 à 68 habitants au 31 décembre 2012. En 2011, cette population est composée à 41 % de personnes ayant moins de 30 ans. Dans le même temps, le nombre de logements unifamiliaux s'est accru à 25.

## Patrimoine

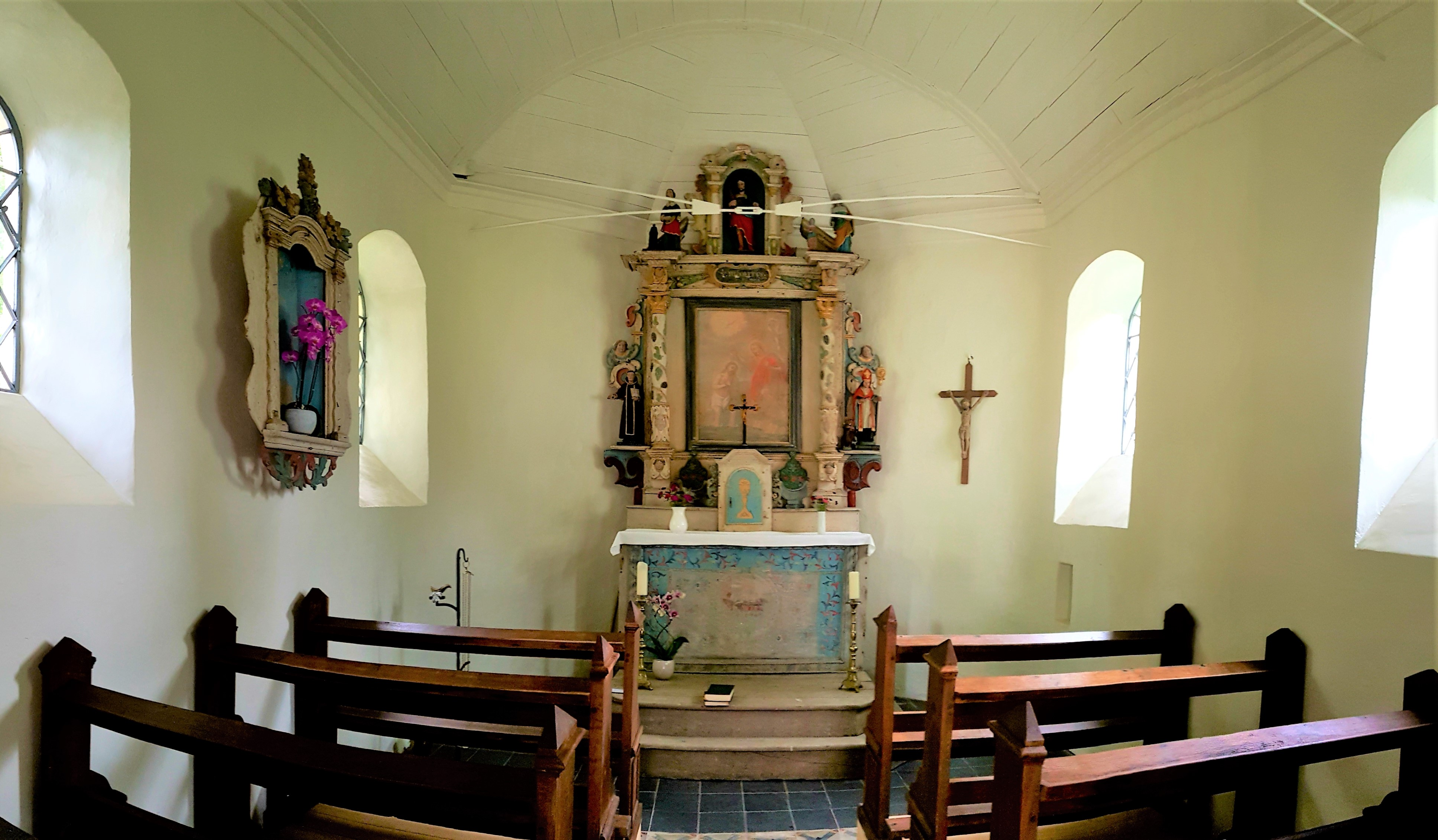
Intérieur de la chapelle.

- La chapelle Saint-Aubin, construite en 1732, fait l'objet d'un arrêté de classement du 28 mai 1973 en tant que monument classé[7]. Le bâtiment mononef est surmonté d'un clocher à base carrée. Le 24 novembre 2016, le ministre wallon chargé du patrimoine annonce que le monument va bénéficier d'une rénovation globale pour un montant total de 29 000 € TVAC, dont 16 367,95 € à charge de la Wallonie[8]. Les travaux de restauration sont inaugurés le 16 juin 2018 en présence des autorités communales et de la fabrique d'église. Une partie du statuaire est visible au sein l'exposition permanente de l'art religieux du musée Gaspar d'Arlon.

- La croix de chemin d'Heckbous datée de 1604 fait l'objet d'un arrêté de classement du 9 décembre 1991 au titre de monument pour sa valeur archéologique[9]. Ce monument servait autrefois de borne à la juridiction de haute justice[10].